# مراسم افتتاحیه

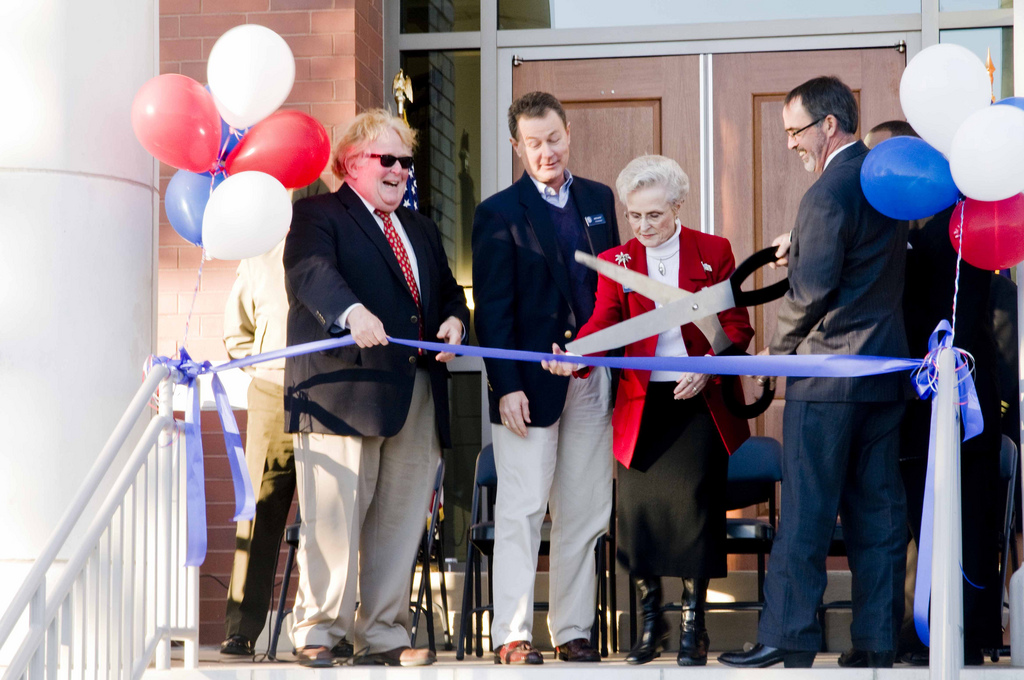
مراسم روبان برش اغلب شامل یک قیچی بزرگ است.

یک مراسم افتتاحیه با افتتاحیه یا مراسم بریدن روبان نشانه آغاز رسمی یک رویداد است. مراسم افتتاحیه در رویدادهایی مانند بازیهای المپیک، جام جهانی فوتبال و جام جهانی راگبی ممکن است شامل هزاران نفر شرکت کننده و تماشاچی از سراسر جهان باشید.

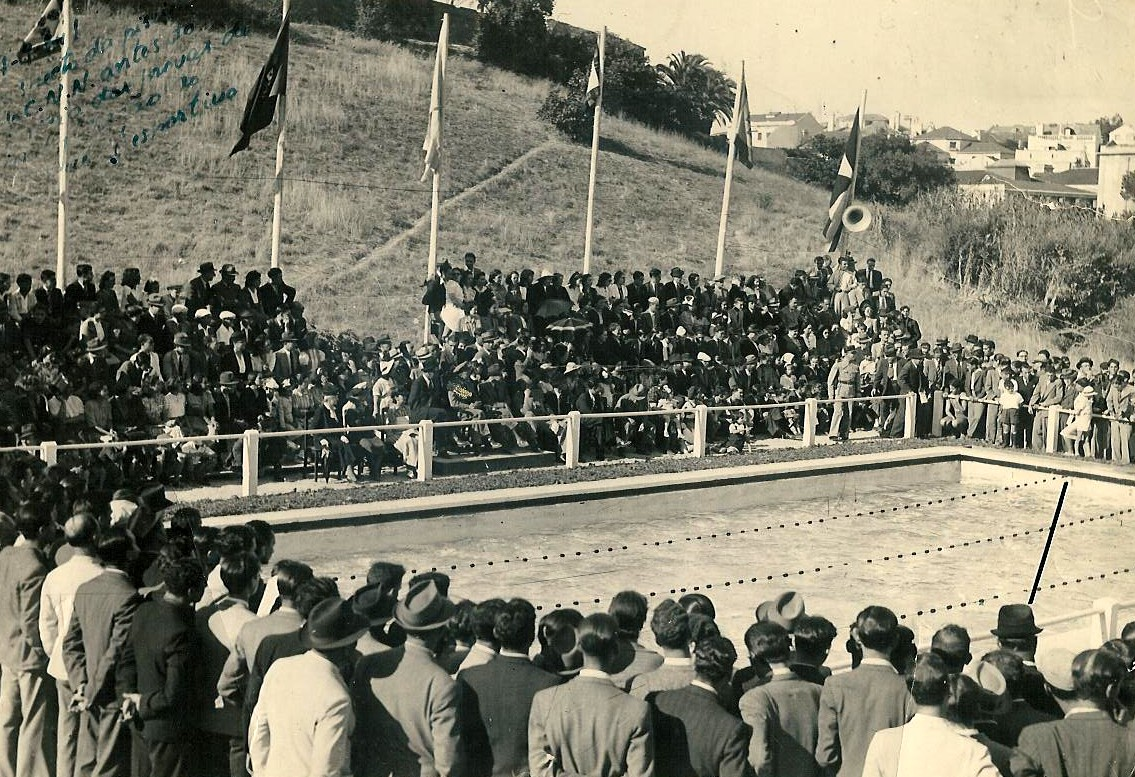
مراسم افتتاحیه استخر شنا، سال ۱۹۴۱